# 施內彭巴赫河 (韋斯特巴赫河支流)

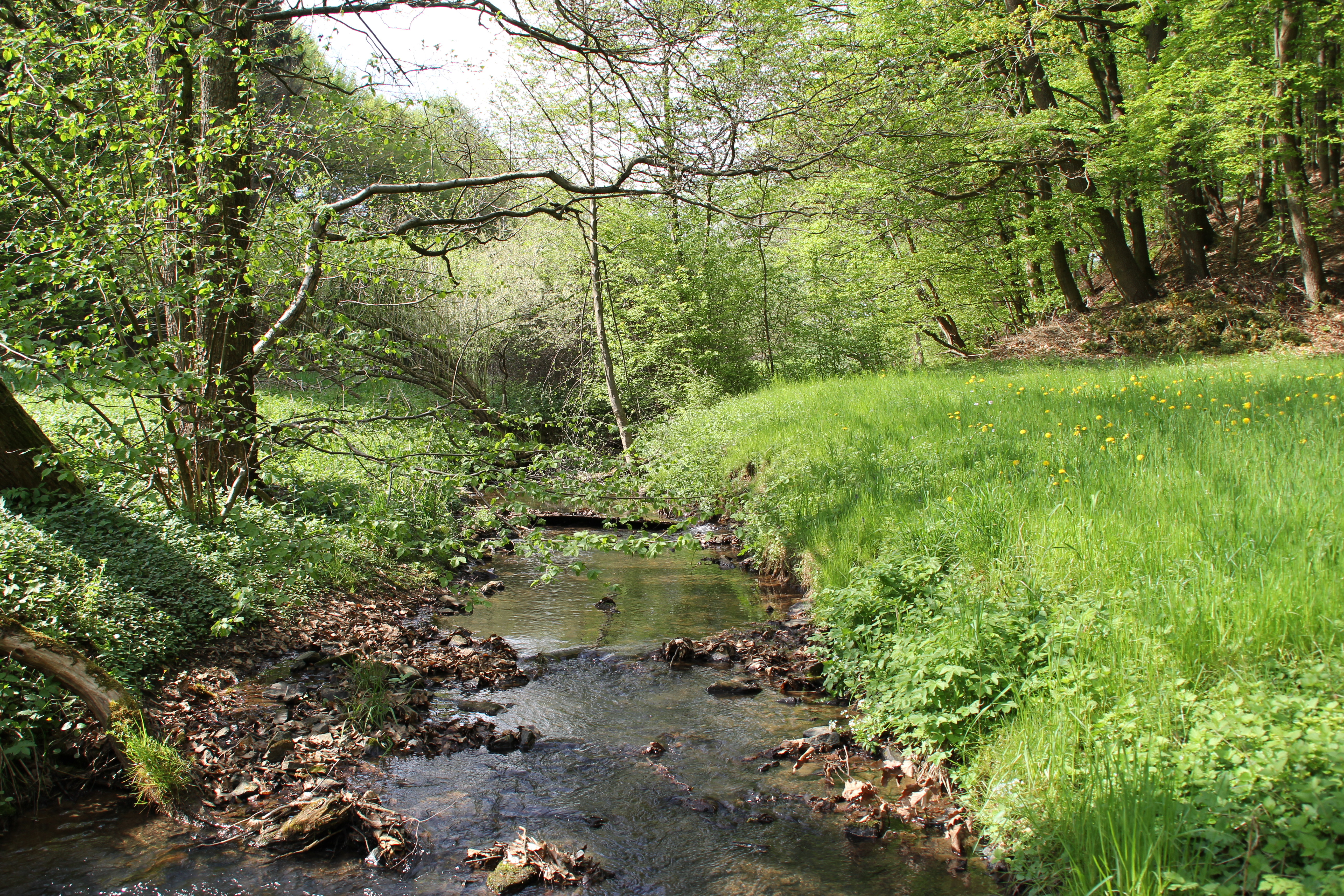

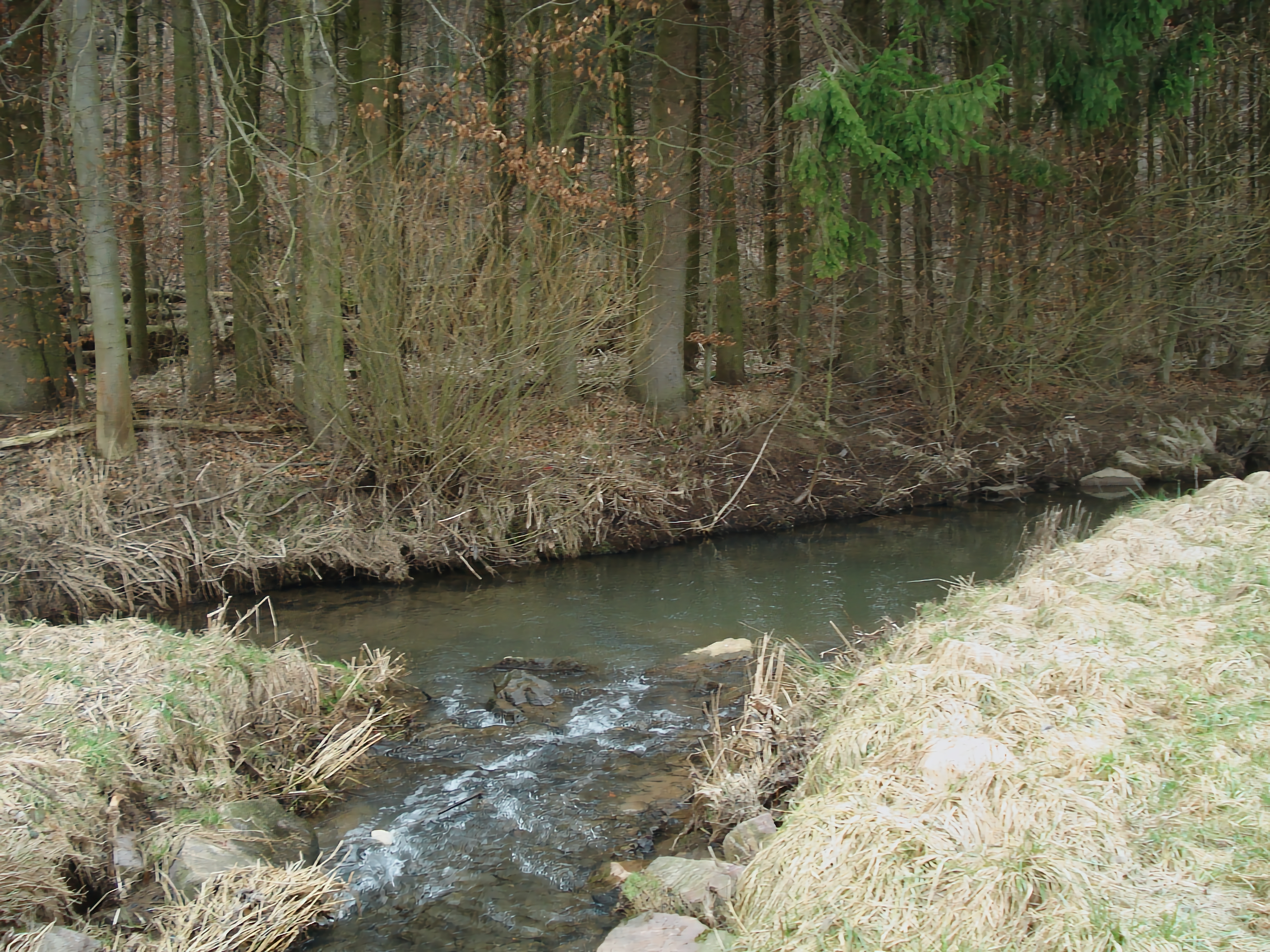

50°5′41.58″N 9°14′36.75″E / 50.0948833°N 9.2435417°E
施內彭巴赫河（德語：Schneppenbach），是德國的河流，位於該國東南部，由巴伐利亞負責管轄，屬於韋斯特巴赫河的右支流，河道全長4.8公里，流域面積7平方公里。